# エフエムきらら
株式会社エフエムきららは、山口県宇部市の一部地域を放送区域として超短波放送（FM放送）をする特定地上基幹放送事業者である。
 FMきららの愛称でコミュニティ放送をしている。

## 概要
2001年（平成13年）に開催された山口きらら博の期間内で放送されていたイベント放送局が前身である。博覧会終了後にコミュニティ放送局に移行した。
受信予想エリアは、宇部市、山陽小野田市、山口市の一部及び近隣地域で、聴取可能人口は30万人。
2012年（平成24年）に開局したFMサンサンきらら(現・FMスマイルウェ〜ブ)（山陽小野田市）とは姉妹局の関係にあり、同局向けの番組の多くを制作・同時配信していたが、2020年（令和2年）5月31日をもって終了している。
開局以来宇部市新天町一丁目2番36号のまちづくりプラザ1階（旧・第一生命保険ビル）に本社及びスタジオを構えていたが、2025年に宇部市役所（宇部市常盤町）の別館・市民交流棟完成に合わせてスタジオを市民交流棟内に移転、本社を宇部市役所向かいにある旧宇部銀行館（ヒストリア宇部）内に移転した。

## きらら方式
FMきららは開局以来黒字経営を続けていることで知られている。コミュニティFMに見合った低コストの運営モデルを発案・実践を行っているためである。
- 24時間放送をせず深夜は放送休止（フィラー音楽も流さない）
- 全番組が生放送
- 他社からのネット番組も流さずすべて自主制作
- 曲を流した直後にCMを必ず流す
- 個人・法人の会員クラブを結成
- CM料金を格安に設定（格安なため結果出稿数が増す）

このビジネスモデルは自社グループだけで展開するのではなく、新規開局するコミュニティFMにもコンサルティングを行うため合同会社 コミュニティメディア開発推進機構を設立し、全国に広がっている。この方式を第三者がいつしか「きらら方式」「井上方式」と表現するようになったことを受けて、コミュニティメディア開発推進機構側ではちちぶエフエム開局後の2022年に刊行した『コミュニティ放送局 ちゃんとやればうまくいく ちちぶ3人娘の挑戦』より「きららメソッド」と呼称している。
この取り組みは2011年（平成23年）10月1日放送の『新・週刊フジテレビ批評』（フジテレビ）や、2015年（平成27年）2月15日放送の『がっちりマンデー!!』（TBSテレビ）で取り上げられた。

### きらら方式を採用する局[7]
山口県内
- ぷらざFM（防府市）[8]
- FMながと（長門市）

山口県外
- FMあおぞら（宮城県亘理町）
- あすラジ（山形県新庄市）
- FMひがしくるめ（東京都東久留米市）
- FMクマガヤ（埼玉県熊谷市）
- ちちぶエフエム（埼玉県秩父市）
- 金沢シーサイドFM（神奈川県横浜市金沢区）
- FMくらら857（栃木県栃木市）
- おーラジ（栃木県小山市）
- FMいずみおおつ（大阪府泉大津市）
- FMヤマト（奈良県大和高田市）
- FM東広島（広島県東広島市）
- COMI×TEN（コミてん）（福岡県福岡市中央区）
- FM KITAQ（福岡県北九州市小倉北区）
- えびすFM（佐賀県佐賀市）
- FMおおむら（長崎県大村市）
- SOO Good FM（鹿児島県曽於市）
- あいらびゅーFM（鹿児島県姶良市）

## 番組編成
番組編成は全て自社制作番組で構成されており、放送時間は毎日 7:00 - 22:00の15時間放送。

### 主な自社制作番組

#### 平日
- GOOD MORNING Kirara（8:00 - 8:55のみ宇部興産グループ提供）（平日 7:00 - 8:55）
  - （月・水・金）宇部市市政だより
  - （金）LET'S GO 山口きらら博記念公園
- Kiki-rarara（月曜・火曜・木曜・金曜 9:00 - 12:00、水曜 9:00 - 11:00）　
  - 下関大丸Radio D-PRESS（火曜 11:00 - 11:05、金曜 16:00 - 16:05）
- Fresh Fruits on Wednesday（山陽小野田市地方卸売市場・㈱四つ葉提供）（水曜 11:00 - 11:55）
- ランチタイムKirara（月曜・火曜・木曜 12:00 - 13:00）
- ランチDEクラシック（水曜 12:00 - 13:00）
- コープやまぐち ここと宇部店（コープやまぐち宇部店提供）（金曜 12:00 - 12:55）
- ZETTAI Kirara（平日 13:00 - 17:00）　
  - （火）宇部商工会議所元気です!!○○さん　
  - （第1・第3木曜）優しい気持ちになれる時。（リゾート&カフェ・バーPOLE POLE（ポレポレ）提供）
  - （木）ラマンチャの風に乗せて（風のみえる丘フェリース提供）
- オウチに帰ろ（ホンダカーズ宇部中央提供）（月曜 - 木曜 17:00 - 17:55）
- 今夜はどうしまSHOW（宇部興産グループ提供）（月曜 - 木曜 18:00 - 18:55）
- This is慶進Radio Station（慶進中学校・高等学校提供）（金曜 17:00 - 17:55）
- Dreaming Kirara（月曜・火曜 20:00 - 21:00、水曜 21:00 - 22:00、第1・第3木曜 - 金曜 20:00 - 22:00、第2・第4・5木曜 19:00 - 22:00）
- シネマ・ウルトラ7（シネマスクエア7提供）（月曜 21:00 - 22:00）
- 宇部興産中央病院Kirara医療最前線（宇部興産中央病院提供）（火曜 19:00 - 19:55）
- Kiraraタイムズ（火曜 21:00 - 22:00）
- 宇部マテ ECO STUDIO（宇部マテリアルズ提供）（水曜 19:00 - 19:55）
- 今日も、地球に役立隊（水曜 20:00 - 21:00）
- ススメ!工学部（山口大学工学部提供）（第1、第3木曜 19:00 - 19:55）

#### 土曜・日曜
- OHA-SATA Kirara（土曜 7:00 - 9:00）
- 街ing Kirara（土曜 9:00 - 11:00）　
  - 下関大丸Radio D-PRESS（9:00 - 9:05）
  - LET'S GO 山口きらら博記念公園
- どうするランチ（11:00 - 12:00）
- 昼ドキKirara（12:00 - 13:00）
- ようこそBOUSAIカフェ（土曜 13:00 - 13:30）
- カフェ・ド・Kirara（土曜 13:30 - 15:00）
- HAPPY AIRPORT 山口宇部空港（土曜 15:00 - 16:00）
- Kiki-rara Saturday（土曜 16:00 - 19:00）
- Kirara & SunSun Kirara スクリーンミュージック for you（土曜 19:00 - 21:00）
- ミニシアターラルゴ（土曜 21:00 - 22:00）
- 音楽の森（日曜 7:00 - 8:00、第1・第3は7:00 - 9:00）
- OHA-SUN Kirara（日曜 8:00 - 9:00、第1・第3は休止）　
  - LET'S GO 山口きらら博記念公園
- ビューティフルサンデー（日曜 9:00 - 11:00）
- ティータイムKirara（日曜 13:00 - 16:00）
  - YCAMプレスシシターズ
- Kiki-rara Sunday（日曜 16:00 - 18:00）
- 和さんの今夜もOHIMA（日曜 18:00 - 20:00）
- スーパーSunday（日曜 20:00 - 22:00）

### 不定期
- 宇部市議会中継
- 宇部市花火大会サテライト中継

### ニュース
- 毎日新聞提供（2007年6月 - ）

## 関連書籍
- 成功するコミュニティFM放送局 - 2007年7月出版（大村印刷）
- 成功するコミュニティFM放送局II《改訂版》 - 2014年1月出版（東洋図書出版）
- コミュニティFM放送局を開局して失敗する前に読む本 - 2016年2月出版（東洋図書出版）